# منجاب جدید (هوراند)
منجاب جدید یکی از روستاهای استان آذربایجان شرقی است. که در دهستان دودانگه شهرستان هوراند واقع شده‌است این روستا از ۲۰ کیلومتری هوراند و در کنار جاده هوراند به آبش‌احمد قرار دارد.

## محصولات کشاورزی
محصولات کشاورزی و لبنی از جمله: گندم، جو، کدو، هویج، سیب زمینی، پیاز، گوجه فرنگی، تخم مرغ، ماست، شیر و پنیر است.
روستای منجاب جدید به دلیل موقعیت جغرافیایی مذکور دارای باغات سرسبز و پرمیوه است که می‌توان به میوه‌های گردو، توت، سیب، گیلاس، آلبالو، گلابی، فندق، تمشک، آلو، زردآلو و غیره اشاره نمود.

## فرهنگ
زبان اهالی روستای منجاب جدید ترکی آذربایجانی و مذهب اهالی این روستا شیعه اثنی عشری است.